# Вакцина Inovio Pharmaceuticals против COVID-19
INO-4800 — ДНК-вакцина против COVID-19, разработанная компанией Inovio Pharmaceuticals.
В феврале 2020 года, получив подробную информацию о генетической последовательности вируса SARS-CoV-2, Inovio объявила о создании доклинической вакцины на основе ДНК в качестве потенциального средства профилактики COVID-19. Inovio конкурирует за разработку вакцины от коронавируса с множеством других компаний, которые по состоянию на конец июня проводили доклинические или ранние исследования на людях более 170 вакцин-кандидатов. В апреле 2020 года Inovio начала испытание фазы I вакцины-кандидата.
Предварительный отчёт об исследовании I фазы опубликован в журнале Lancet. Предполагается возможность хранения вакцины при комнатной температуре.

## Клинические исследования
Inovio сотрудничает с китайской биотехнологической фирмой Beijing Advaccine Biotechnology Co., чтобы ускорить регистрацию вакцины регулирующими органами в Китае. Планировалось начать клинические испытания вакцины-кандидата в Китае в первой половине 2020 года. Inovio имеет партнёрские отношения с производителями для увеличения производства вакцины, если предварительные испытания эффективности окажутся успешными. В апреле 2020 года компания начала исследования безопасности применения вакцины INO-4800 на людях (фаза I) в Соединённых Штатах и исследования фаз I-II в Южной Корее для проверки иммуногенности против COVID-19.
В начале июня Inovio в партнёрстве с Международным институтом вакцин и Сеульским национальным университетом, Южная Корея, продвигает исследования INO-4800 на людях в рамках фаз I-II (испытания безопасности и эффективности), которые будут проведены на 120 пациентах в больнице Сеульского национального университета, начиная с июня. Исследование финансируется Коалицией за инновации в обеспечении готовности к эпидемиям и поддерживается Корейскими центрами по контролю и профилактике заболеваний и Корейским национальным институтом здравоохранения.